# آلاسکا (فیلم ۱۹۹۶)
«آلاسکا» (انگلیسی: Alaska) یک فیلم به کارگردانی فریزر کلارک هستون است که در سال ۱۹۹۶ منتشر شد. از بازیگران آن می‌توان به تورا بیرچ، وینسنت کارتیسر، درک بندیکت، و چارلتون هستون اشاره کرد.